# فلايت رادار 24
فلايت رادار 24 (بالإنجليزية: Flightradar24)‏ هو موقع ويب تم إنشاؤه في عام 2007 من قبل الشركة السويدية (Svenska Resenätverket AB)، وهو يقوم بعرض المعلومات في الوقت الفعلي عن حركة الطائرات التجارية بفضل البيانات المرسلة من المستجيب ADS-B.
الخدمة متاحة عبر صفحة الويب أو تطبيقات الجهاز المحمول. تعتبر صحيفة الغارديان أن الموقع «موثوق».

## التاريخ
تأسست الخدمة من قبل اثنين من عشاق الطيران السويديين في عام 2006، باسم (Flygbilligt.com)، ولاحقًا (Flygradar.nu)، لشمال ووسط أوروبا. تم افتتاح الخدمة في عام 2009، مما يسمح لأي شخص لديه مستقبل إيه دي إس-بي مناسب للمساهمة بالبيانات.
اعتبارًا من 3 مارس 2020، تم توفير بيانات إيه دي إس-بي التي تم جمعها بواسطة القمر الصناعي لجميع المستخدمين. يتم تلوين الطائرات التي يتم تحديد موقعها باستخدام بيانات الأقمار الصناعية باللون الأزرق على الخريطة، والأصفر إذا تم تحديد موقعها بواسطة أجهزة الاستقبال الأرضية.
تلقّت الخدمة تعرضًا مكثفًا في عام 2010، عندما اعتمدت وسائل الإعلام الدولية عليها لوصف اضطراب الطيران فوق شمال المحيط الأطلسي وأوروبا الناجم عن ثوران إيافيالايوكل 2010.
في عام 2014، تم استخدامه من قبل العديد من المنافذ الإخبارية الكبرى بعد العديد من الحوادث البارزة. اختفاء رحلة الخطوط الجوية الماليزية الرحلة 370، وفي يوليو 2014 بعد إسقاط الخطوط الجوية الماليزية الرحلة 17 فوق أوكرانيا، وفي ديسمبر عندما اختفت رحلة طيران آسيا الرحلة 8501. ذكرت فلايت رادار 24 أن حركة مرور الويب الخاصة بها زادت إلى حوالي 50 مرة بشكل وتسببت في بعض الازدحام في الوصول للمستخدمين.
في نوفمبر 2015، ذكرت صحيفة الغارديان أن طائرة متروجت الرحلة 9268 التي كانت في طريقها إلى سانت بطرسبرغ من مطار شرم الشيخ الدولي قد تفككت في الجو بناءً على المعلومات المتاحة من فلايت رادار 24.

## التتبع

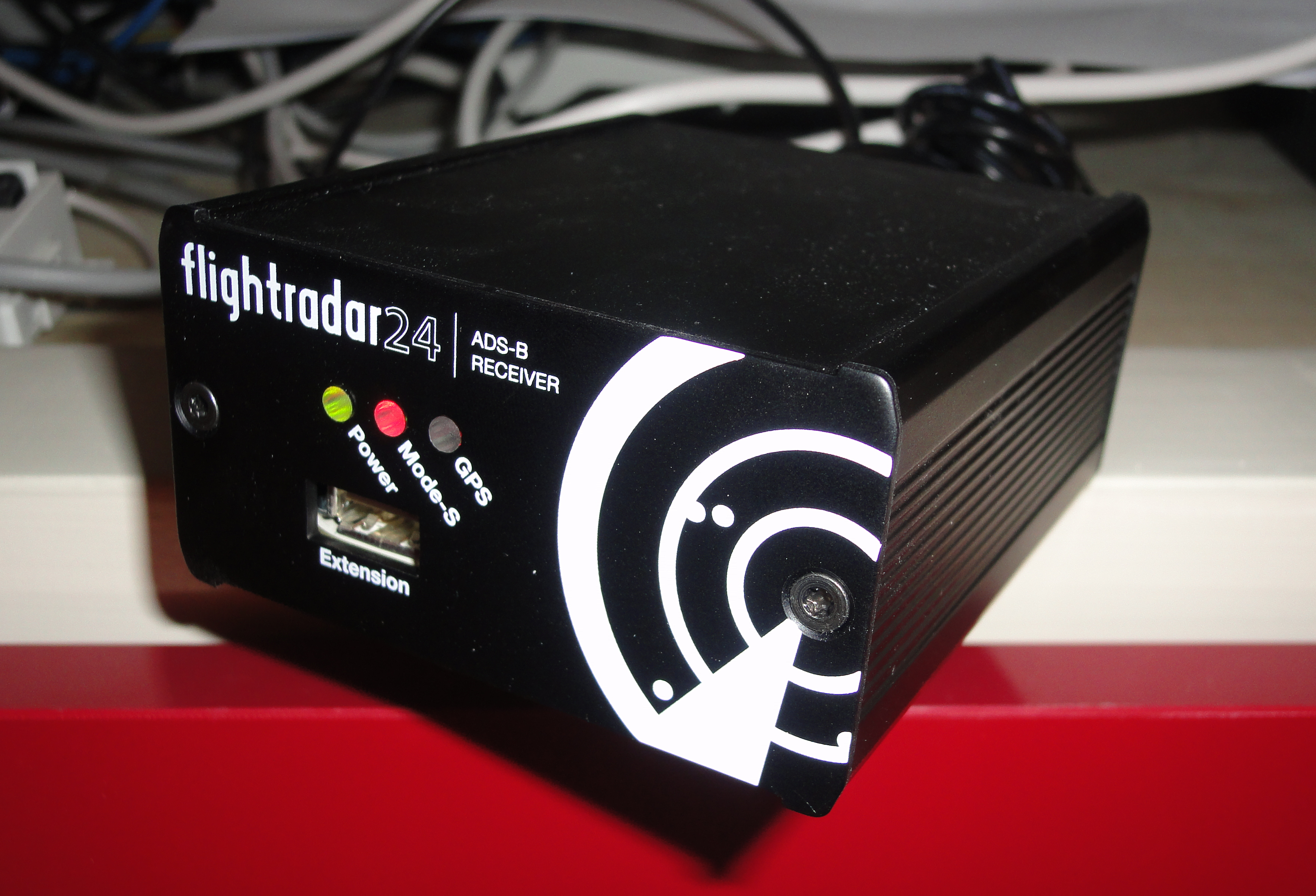
جهاز استقبال إيه دي إس-بي يمنح مجانا للمتطوعين من أجل توسيع مساحة التغطية

يجمع فلايت رادار 24 البيانات من ستة مصادر:
1. إيه دي إس-بي: المصدر الرئيسي هو عدد كبير من أجهزة استقبال إيه دي إس-بي الأرضية، والتي تجمع البيانات من أي طائرة في منطقتها المحلية مزودة بجهاز معيد بث إيه دي إس-بي، وتُغذي هذه البيانات بالإنترنت في الوقت الفعلي. تستخدم أجهزة الإرسال والاستقبال التي تعتمد على الطائرات نظام التموضع العالمي، ومدخلات بيانات الرحلة الأخرى لنقل الإشارات التي تحتوي على تسجيل الطائرات والموقع والارتفاع والسرعة وبيانات الرحلة الأخرى. اعتبارًا من عام 2019، تم تجهيز حوالي 80٪ من الطائرات في أوروبا بـإيه دي إس-بي و 60٪ في الولايات المتحدة. طائرات إيرباص مجهزة بـإيه دي إس-بي ولكن بوينغ 707، 717، 727، 737-200، 747-100، 747-200، بوينغ 747 أس بي ليست مجهزة ولا يمكن رؤيتها بشكل عام ما لم يتم تحديثها من قبل مُشغّليها. يمكن أيضًا استقبال إشارات إيه دي إس-بي وتحميلها بواسطة راديو منخفض التكلفة معرف برمجيا. اعتبارًا من عام 2021، تمتلك فلايت رادار 24 أكبر شبكة إيه دي إس-بي في العالم مع أكثر من 20000 جهاز استقبال متصل.[2]
2. تعدد الأطراف (MLAT): المصدر الرئيسي الثاني هو تعدد الأطراف [الإنجليزية] باستخدام مستقبلات فلايت رادار 24. تكون جميع أنواع الطائرات مرئية في المناطق التي تُغطيها التقنية، حتى بدون إيه دي إس-بي، ولكن في حين أن 99٪ من أوروبا مغطاة، فإن أجزاءً فقط من الولايات المتحدة مغطاة. هناك حاجة إلى أربعة أجهزة استقبال على الأقل لحساب موقع الطائرة.[11]
3. القمر الصناعي: تقوم الأقمار الصناعية المزودة بمستقبلات إيه دي إس-بي بجمع البيانات من الطائرات خارج منطقة تغطية شبكة إيه دي إس-بي الأرضية الخاصة بـفلايت رادار 24، وتُرسل تلك البيانات إلى شبكة فلايت رادار 24.
4. بيانات الرادار في أمريكا الشمالية
5. نظام (FLARM): إصدار أبسط من إيه دي إس-بي بمدى أقصر، تستخدمه الطائرات الأصغر بشكل أساسي، وفي معظم الحالات الطائرات الشراعية. يتراوح مدى مستقبل النظام بين 20 و 100 كم.
6. إدارة الطيران الفيدرالية: يتكون النقص في الولايات المتحدة في الغالب من خمس دقائق من البيانات المتأخرة من إدارة الطيران الفيدرالية، ولكن هذا قد لا يشمل تسجيل الطائرات وغيرها من المعلومات.

## الخصوصية
يحظر الموقع بعض معلومات إيه دي إس-بي من العرض لأغراض «الأمان والخصوصية». على سبيل المثال، كان موقع طائرة الرئاسة اليابانية التي استخدمها الإمبراطور الياباني ورئيس الوزراء مرئيًا على الموقع حتى أغسطس 2014، عندما طلبت وزارة الدفاع اليابانية حجب المعلومات. وهذا يعني لاحقًا أن الطائرة لم يعد يُنشر مسار طيرانها عبر الإنترنت أو على الموقع.